# C'è/Un 48
C'è/Un 48 è un 45 giri di Elisabetta Viviani pubblicato nel 1982 dall'etichetta discografica CGD, che segnò il passaggio della cantante a questa etichetta dopo alcuni anni alla RCA Italiana.

## I brani
Dopo quattro anni passati in RCA, con i grandi successi ottenuti con le sigle televisive (Heidi, La banda dei cinque e Canzone logica) e la partecipazione al film di successo Asso dove recita accanto ad Adriano Celentano ed Edwige Fenech, la cantante decide di partecipare per la prima ed unica volta al Festival di Sanremo 1982.
C'è, il brano presentato alla kermesse, scritto da Mario Balducci su arrangiamenti di Franco Monaldi, riesce ad accedere alla finale, ma nonostante il buon piazzamento non ottiene un grande riscontro di vendite nelle settimane successive.
Un 48, scritta da Maurizio Piccoli e Renato Pareti, era il lato b del 45 giri.

## Edizioni
Il disco è stato stampato con due copertine differenti, una semplice che riporta solo il titolo dei brani ed una seconda con la dicitura San Remo Festival 1982 impressa sulla copertina. Il disco è stato distribuito anche in Germania su etichetta Ariola.

## Tracce
Lato A
1. C'è – 3:05 (Mario Balducci)

Durata totale: 3:05
Lato B
1. Un 48 – 2:44 (Maurizio Piccoli, Renato Pareti)

Durata totale: 2:44